# Āq Kand-e Bārūq
Āq Kand-e Bārūq (persiska: آق کندباروق) är en ort i Iran.   Den ligger i provinsen Västazarbaijan, i den nordvästra delen av landet, 500 km väster om huvudstaden Teheran. Āq Kand-e Bārūq ligger 1 335 meter över havet och antalet invånare är 460.
Terrängen runt Āq Kand-e Bārūq är platt åt nordväst, men åt sydost är den kuperad.Runt Āq Kand-e Bārūq är det ganska glesbefolkat, med 47 invånare per kvadratkilometer. Närmaste större samhälle är Mīāndoāb, 17,8 km väster om Āq Kand-e Bārūq. Trakten runt Āq Kand-e Bārūq består i huvudsak av gräsmarker.